# Estación de St. Erhard-Knutwil
La estación de St. Erhard-Knutwil es una estación ferroviaria de la comuna suiza de Knutwil, en el Cantón de Lucerna.

## Historia y situación
La estación de St. Erhard-Knutwil fue inaugurada en el año 1856 con la puesta en servicio de la línea Olten - Lucerna por el Schweizerischen Centralbahn (SCB). En 1902 la compañía pasaría a ser absorbida por SBB-CFF-FFS.
Se encuentra ubicada en el borde sur del barrio de St. Erhard, situado en el sur de la comuna y a más de 2 kilómetros del núcleo urbano de Knutwil. Cuenta con dos andenes laterales a los que acceden dos vías pasantes.
En términos ferroviarios, la estación se sitúa en la línea Olten - Lucerna. Sus dependencias ferroviarias colaterales son la estación de Wauwil hacia Olten y la estación de Sursee en dirección Lucerna.

## Servicios ferroviarios
Los servicios ferroviarios de esta estación están prestados por SBB-CFF-FFS.

### S-Bahn Lucerna
Por la estación pasa una línea de la red de trenes de cercanías S-Bahn Lucerna.
- S 8 Sursee - Zofingen - Olten